# La Main de Leïla
 (juillet 2018).
Si vous disposez d'ouvrages ou d'articles de référence ou si vous connaissez des sites web de qualité traitant du thème abordé ici, merci de compléter l'article en donnant les références utiles à sa vérifiabilité et en les liant à la section « Notes et références ».
La Main de Leïla est une pièce de théâtre française créée en 2014, coécrite par Aïda Asgharzadeh et Kamel Isker.

## Résumé
En 1987, dans un petit village du nom de Sidi Fares, à proximité d'Alger, Samir transforme son garage en cinéma : le Haram Cinéma, on y projette tous les films censurés par le gouvernement comme Casablanca. Pour pouvoir rentrer dans cette salle il y a des conditions : être un homme, payer sa place un dinar et ne pas dévoiler l'identité de Samir. Seulement un jour, bravant l'interdit, Leïla, la fille du colonel Besaada, entre dans la salle et découvre la mythique histoire de Casablanca. Ces deux-là vont tomber amoureux et entretenir une liaison interdite, rêvant à un avenir commun, mais déjà se trame les événements du 5 octobre 1988.

## Création
Au Théâtre des Béliers parisiens, du 23 septembre 2017 au 18 janvier 2018, avec :
- Aïda Asgharzadeh : Leïla Bensaada, Zino
- Kamel Isker : Samir, Amar Bensaada, Yamina
- Azize Kabouche : le colonel Bensaada, Yemahadja, Rachid, l'Hadj, le professeur Belkacem

## Réception critique
- Télérama[réf. nécessaire] : « Si la pièce n’était qu’une énième version de Roméo et Juliette, elle n’aurait pas grand intérêt. Mais les auteurs vont plus loin, déployant avec précision et humour le quotidien du village de Sidi Fares, à une époque, pas si lointaine, où la censure et la pénurie, l’oppression des femmes et la loi militaire maintenaient sous cloche les désirs de liberté. Ce spectacle fabriqué avec trois fois rien (des cordes à linge, des caisses de plastique), porté par trois acteurs qui sautent de rôle en rôle avec énergie, est de ceux qu’on quitte heureux, bien convaincu que le théâtre, décidément, c’est aussi bien que le cinéma. Voire mieux. »
- Olivier Ubertalli pour Le Point culture, publié le 23 juillet 2016[réf. nécessaire] : « Révélation du Off d'Avignon 2016, "La Main de Leïla" se rejoue à Paris. Trois comédiens de talent nous emportent dans l'Algérie des années 80. Immanquable ! N'en disons pas plus. La Main de Leïla est une histoire d'amour universelle rythmée par des intrigues poignantes, tel un Roméo et Juliette. Le texte, magistral, est écrit par deux des trois acteurs, les jeunes comédiens Aïda Asgharzadeh, d'origine iranienne, et Kamel Isker, d'origine algérienne. Ce dernier a emmené dans sa famille à Alger le metteur en scène Régis Vallée pour qu'il y puise des ambiances et couleurs locales. "Les jeux d'eau, la terrasse, le chant du muezzin, la grand-mère sont autant d'images de la vie locale qui nous ont inspirés", raconte le metteur en scène. Le dispositif scénographique des séchoirs à linge est une formidable invention : il transforme successivement le plateau en rideau de porte, en terrasse ou en autobus. Aïda Asgharzadeh, Kamel Isker, Azize Kabouche forment un trio explosif en incarnant une dizaine de personnages. Azize Kanouche est impressionnant sous les traits de la réincarnation algérienne d'Humphrey Bogart ou encore de la tendre Yemahadja (grand-mère). La Main de Leïla est truffée d'images sensorielles qui ouvrent un champ infini d'interprétation au spectateur. On vibre, on garde espoir, on pleure même. Sans doute l'émotion de voir un théâtre si chargé de forces d'évocation et d'utopie. Immanquable ! »

## Distinction
- Nominations en qualité d'auteur francophone vivant et comme révélation féminine aux Molières 2018 pour cette œuvre et pour Les Vibrants.